# Березники (Бардымский район)
Березники — село в Бардымском районе Пермского края. Расположено на юге Пермского края на реке Чириз, в 5 км севернее районного центра — села Барда.
Административный центр Березниковского сельского поселения.

## История
Село известно с 1734 года, как деревня Канаул, правильное местное название — Каен-Авыл (тат. Каен авыл, Qayın awıl, баш. Ҡайын ауыл).

## Население
По результатам переписи 2010 года численность населения составила 464 человека, в том числе 204 мужчины и 260 женщин.
В 2005 году численность населения составляла 515 человек.
По состоянию на 2002 год, численность населения составляла 530 человек.
В 1926 году в селе проживало 1086 башкир.

## Экономика
В селе расположено сельскохозяйственное предприятие — СПК «Урал».

## Улицы[4]
- ул. Г. Тукая
- ул. Гагарина
- ул. Казанбаева
- Ключевая ул.
- Ленина ул.
- Луговая ул.
- ул. Мира
- Молодёжная ул.
- Октябрьская ул.
- Полевая ул.
- Речная ул.
- Советская ул.
- Солнечная ул.

## Религия
Мечети
- Мечеть